# Alajuela (province)
Pour les articles homonymes, voir Alajuela (homonymie).
Alajuela est la seconde province la plus importante du Costa Rica en termes de commerce, d'agriculture et de politique. Elle est située au nord du pays, frontalière avec le Nicaragua. La capitale porte le même nom : Alajuela.

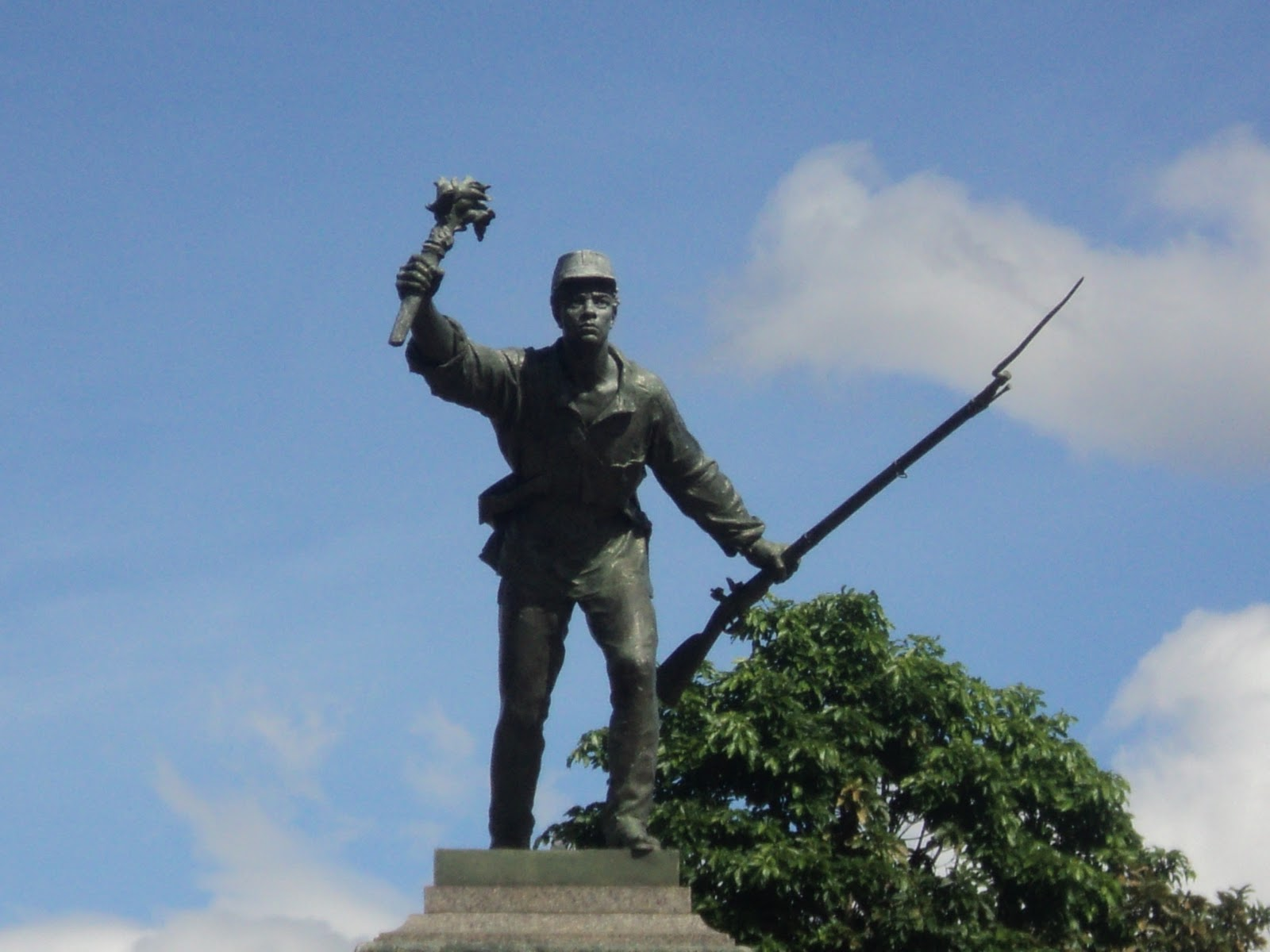
Statue de Juan Santamaría, construite en 1887

## Canton (Capitale)
1. Canton d'Alajuela (Alajuela)
2. Canton d'Alfaro Ruiz (Zarcero)
3. Canton d'Atenas (Atenas)
4. Canton de Grecia (Grecia)
5. Canton de Guatuso (San Rafael)
6. Canton de Los Chiles (Los Chiles)
7. Canton de Naranjo (Naranjo)
8. Canton d'Orotina (Orotina)
9. Canton de Palmares (Palmares)
10. Canton de Poás  (San Pedro)
11. Canton de San Carlos (Ciudad Quesada)
12. Canton de San Mateo (San Mateo)
13. Canton de San Ramón (San Ramón)
14. Canton d'Upala (Upala)
15. Canton de Valverde Vega (Sarchí)

## Patrie de Santamaría
Alajuela est la région d'origine du héros national costaricien Juan Santamaría. Santamaría (surnommé erizo ou hérisson) est le plus célèbre héros militaire du pays, qui vainquit les armées esclavagistes nord-américaines de William Walker, pendant la Campagne nationale du Costa Rica (1856-1857).

## Sport
Alajuela abrite le club de football, Liga Deportiva Alajuelense.